# Dartford (borough)

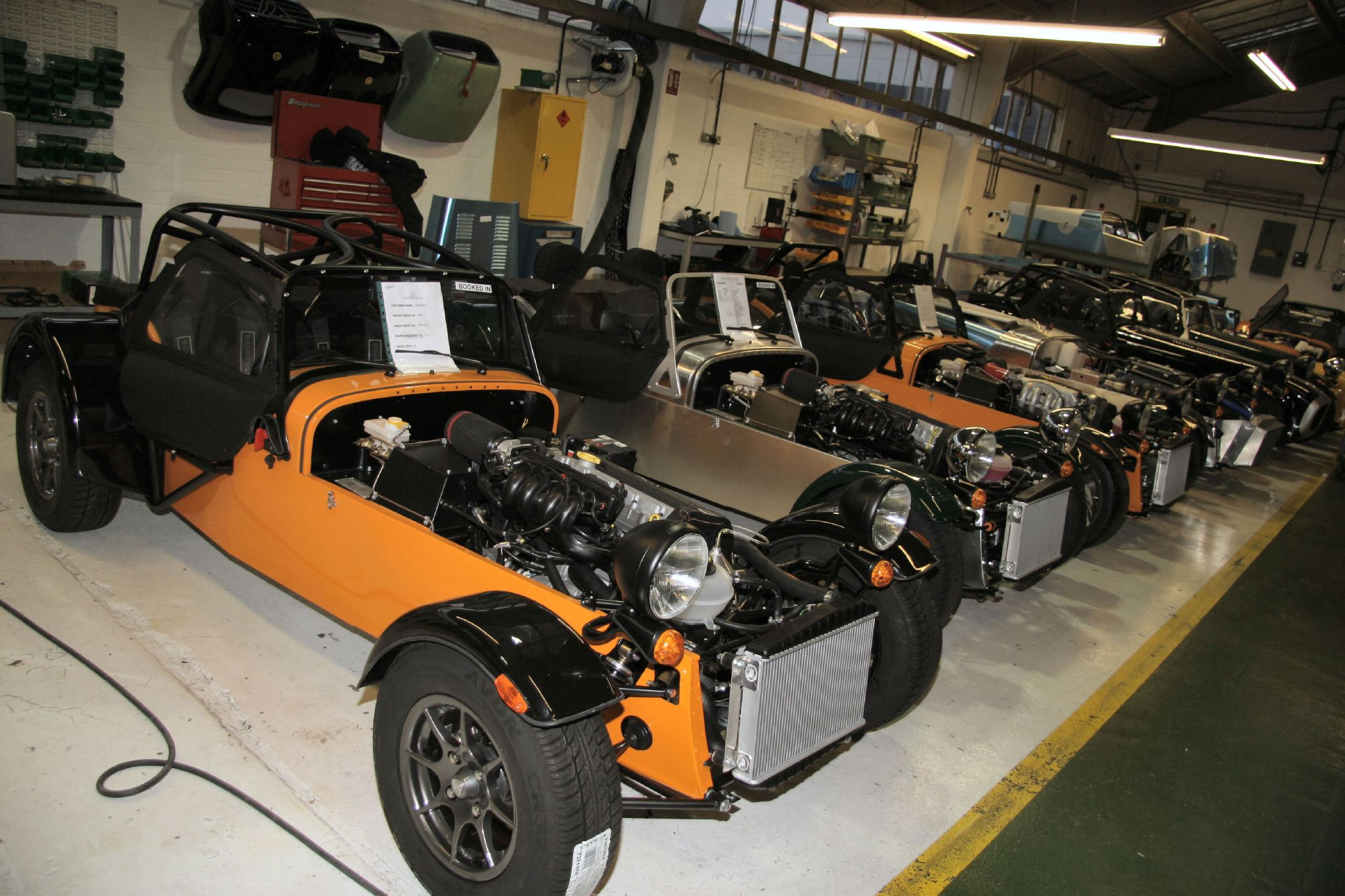
fabryka Caterham Cars

Borough of Dartford – dystrykt w Anglii, w północno-zachodniej części hrabstwa Kent. Centrum administracyjne dystryktu znajduje się w Dartford. 
Dystrykt ma powierzchnię 17,77 km², od północy graniczy przez rzeką Tamizę z dystryktem Thurrock w hrabstwie Essex, od zachodu z London Borough of Bexley, zaś od południa i wschodu odpowiednio z dystryktami Sevenoaks i Gravesham w hrabstwie Kent. Zamieszkuje go  97 365 osób. 
Na terenie dystryktu znajduje się jedno z największych centrów handlowych w Wielkiej Brytanii – Bluewater, a także fabryka brytyjskiego producenta lekkich samochodów sportowych Caterham Cars.

## Podział administracyjny
Dystrykt obejmuje miasto Dartford oraz siedem civil parish:
- Stone
- Bean
- Darenth
- Longfield & New Barn
- Southfleet
- Sutton-at-Hone & Hawley
- Swanscombe & Greenhithe
- Wilmington

Dystrykt dzieli się na 17 okręgów wyborczych:
| - Bean and Darenth - Brent - Castle - Greenhithe - Heath - Joyce Green - Joydens Wood - Littlebrook - Longfield, New Barn and Southfleet | - Newtown - Princes - Stone - Sutton-at-Hone and Hawley - Swanscombe - Town - West Hill - Wilmington |

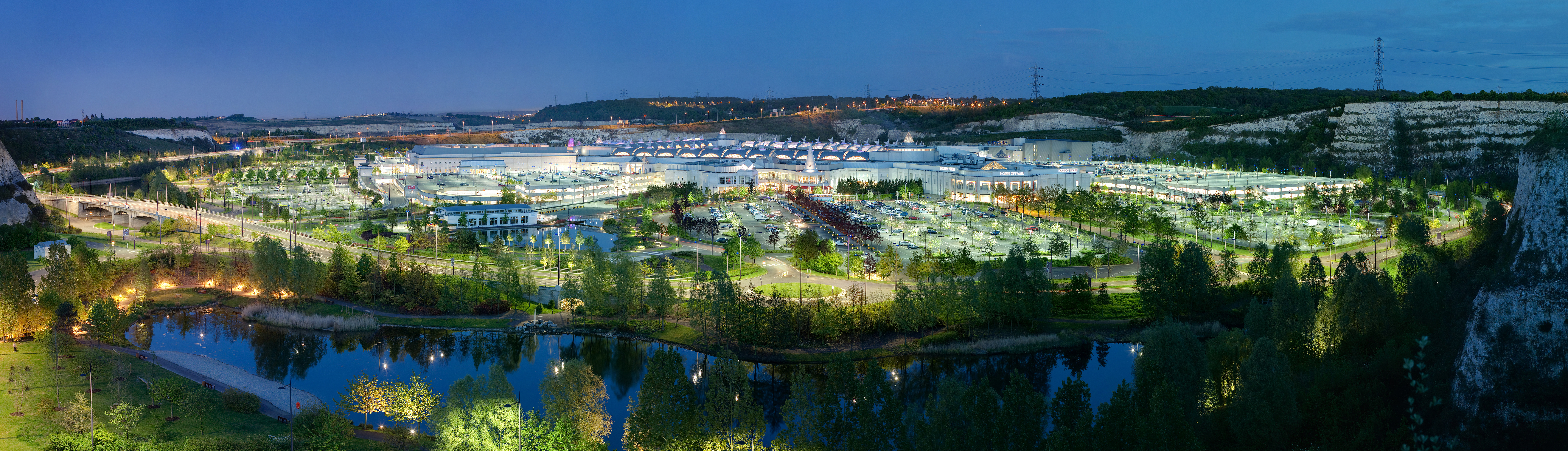
Centrum handlowe Bluewater

## Demografia
W 2011 roku dystrykt Dartford miał 97 365 mieszkańców. Zgodnie ze spisem powszechnym z 2011 roku dystrykt zamieszkiwało 1063 osoby urodzone w Polsce.
Podział mieszkańców według grup etnicznych na podstawie spisu powszechnego z 2011 roku:

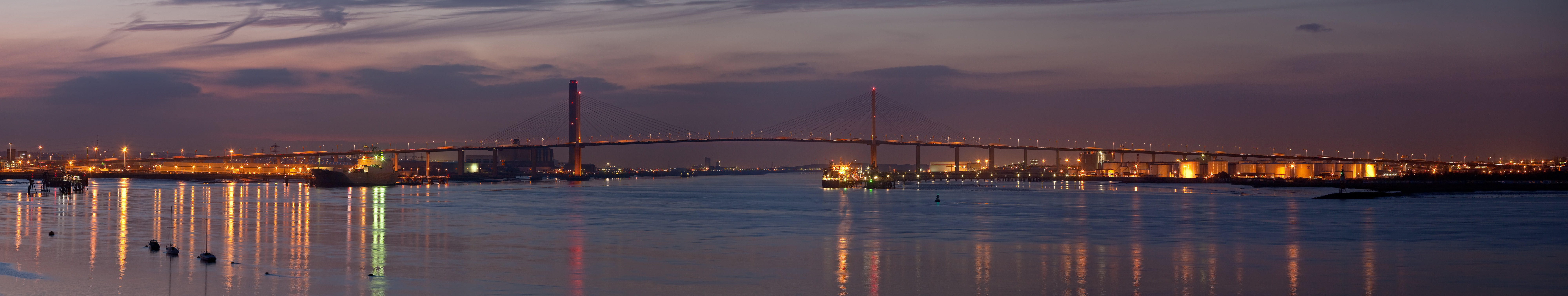
Queen Elizabeth II Bridge

| - Biali Brytyjczycy: 80 466 (82,6%) - Biali Irlandczycy: 767 (0,8%) - Podróżnicy irlandzcy: 244 (0,3%) - Pozostali biali: 3 593 (3,7%) - Mieszani Karaibowie: 620 (0,6%) - Mieszani Afrykanie: 346 (0,4%) - Mieszani Azjaci: 693 (0,7%) - Pozostali mieszani: 502 (0,5%) - Hindusi: 2 670 (2,7%) | - Pakistańczycy: 179 (0,2%) - Banglijczycy: 431 (0,4%) - Chińczycy: 538 (0,6%) - Pozostali Azjaci: 1 981 (2,0%) - Czarni Afrykanie: 2 814 (2,9%) - Czarni Karaibowie: 497 (0,5%) - Pozostali czarni: 267 (0,3%) - Arabowie: 179 (0,2%) - Pozostałe grupy etniczne: 578 (0,6%) |

Podział mieszkańców według wyznania na podstawie spisu powszechnego z 2011 roku:
- Chrześcijaństwo -  60,6%
- Islam – 1,6%
- Hinduizm – 1,6%
- Judaizm – 0,1%
- Buddyzm – 0,4%
- Sikhizm – 1,6%
- Pozostałe religie – 0,3%
- Bez religii – 27,2%
- Nie podana religia – 6,6%

## Transport i komunikacja

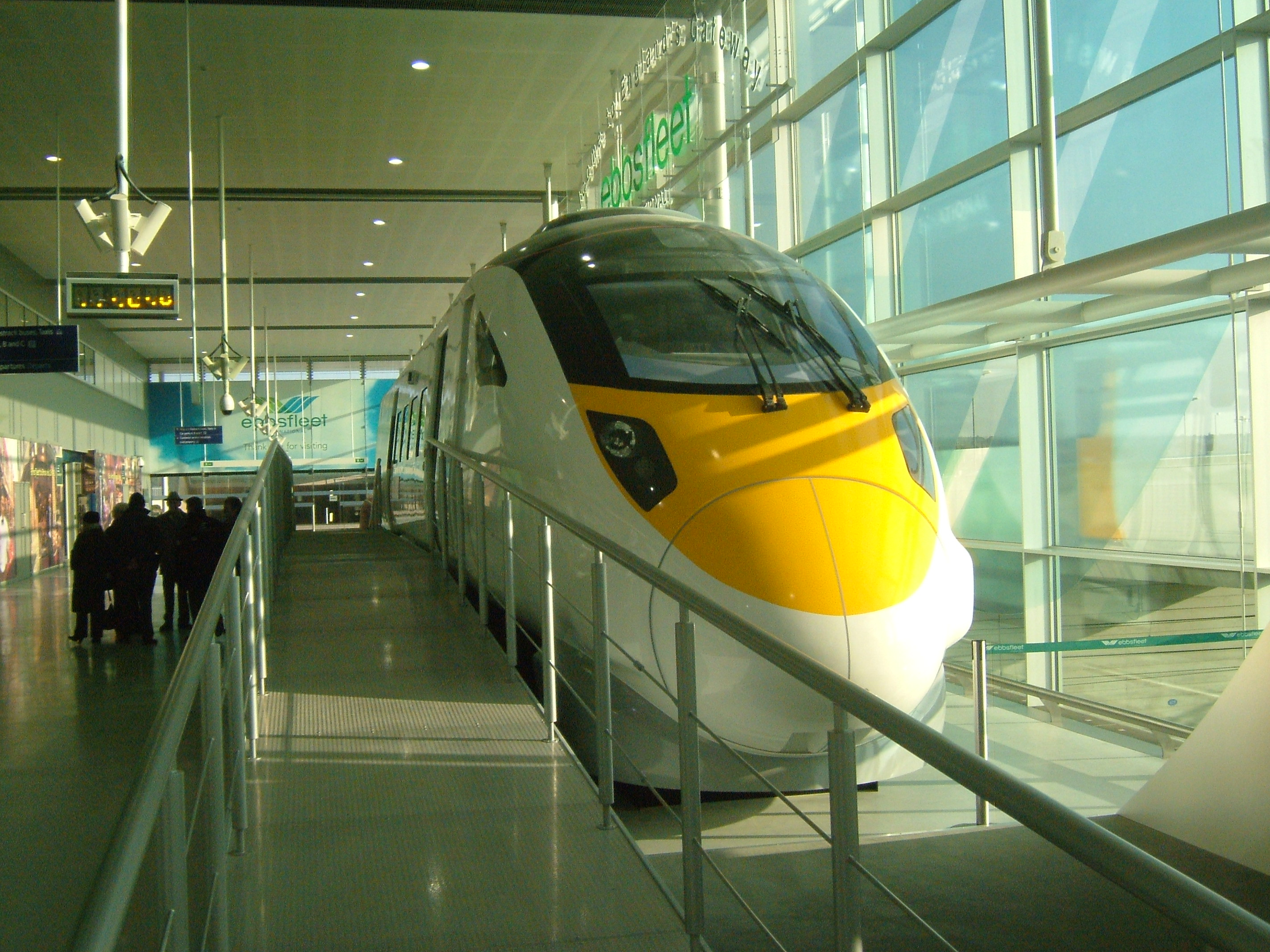
stacja Ebbsfleet International

Na terenie dystryktu znajduje się stacja Ebbsfleet International która obsługuje linie kolei dużej prędkości High Speed 1, na której jeżdżą pociągi Eurostar oraz Southeastern Highspeed. 
Pozostałe stacje kolejowe:
- Stone Crossing
- Greenhithe
- Swanscombe
- Dartford
- Longfield (na granicy z dystryktem Sevenoaks)
- Farningham Road

Przez dystrykt przechodzi autostrada M25 a także droga A2 łącząca Dover z centrum Londynu. W 1991 r. otwarto Queen Elizabeth II Bridge, który wraz z dwoma tunelami tworzy przeprawę przez Tamizę zwaną Dartford Crossing. 

## Inne miejscowości
Bean, Betsham, Bowmans, Darenth, Greenhithe, Hawley, Longfield, New Barn, Northfleet Green, Southfleet, Stone, Sutton-at-Hone, Swanscombe, Temple Hill, Wilmington.